# Vincenzo Colombi
Vincenzo Colombi (Monferati, oko 1491. – Venecija, vjerojatno 1574.), 
jedan od poznatih graditelja orgulja iz Italije. Gradio je orgulje i u Hrvatskoj. Sagradio je orgulje u Korčuli
Nakon Vincenza Colombija njegov je rad nastavio je Vincenzo Collona, njegov učenik, koji je orgulje također radio orgulje pod imenom Colombija. Do danas je prepoznato oko 28 orgulja napravljenih pod tim imenom, a u Hrvatskoj su one u korčulanskoj i rapskoj katedrali te u crkvi sv. Vlaha u Dubrovniku. Sve su izrađene u razdoblju od 1523. do 1558.